# Tianguismanalco
Tianguismanalco är en kommun i Mexiko.   Den ligger i delstaten Puebla, i den sydöstra delen av landet, 90 km sydost om huvudstaden Mexico City. Antalet invånare är 9 807. Arean är 133 kvadratkilometer.
Terrängen i Tianguismanalco är huvudsakligen kuperad, men åt nordost är den platt.
Följande samhällen finns i Tianguismanalco:
- San Juan Tianguismanalco
- San Martín Tlapala
- San Baltazar Atlimeyaya
- San Francisco Buenavista
- La Villa Tercera Sección
- Ingeniero Cuauhtémoc Cárdenas Segunda Sección
- San Isidro Tlacxitla